# Poiana (Brusturi), Neamț
Poiana este un sat în comuna Brusturi din județul Neamț, Moldova, România.
Cu câteva decenii în urmă pădurea ce cobora din munții Neamțului spre râul Moldova,cuprindea toata albia unui micuț pârâu, care se numește Culesa.
Câteva familli de apicultori urcau pe albia râului ajungând în inima pădurii.
Au găsit o frumoasă poiană, ce era despadurită din timpul războaielor.
Se instalează și înființează timp de câteva decenii satul Poiana pe de o parte și alta al micuțului pârâu ce curge spre faimosul râu Moldova.
Încet satul prospera la fel ca toate satele din împrejurimi cu ajutorul creșterii animalelor și munca în apropiata pădure ce se termină peste creasta munților Neamțului.
Așa ajunge să înflorească micuțul sat Poiana ,iar toți fii satului ce sunt aici, sau sunt plecați pe alte meleaguri, să-și amintească cu drag de vatra părintească și de părinți, bunici și străbunici ce continuă cu mândrie munca spre bunăstarea și ocrotirea micuțului sat.